# Dirty Money (serie televisiva)
Dirty Money è una serie documentaristica statunitense che racconta storie di corruzione aziendale e di reati finanziari.  Tutti gli episodi sono stati resi disponibili su Netflix il 26 gennaio 2018.  I produttori esecutivi dello show includono il documentarista premio Oscar Alex Gibney. 

## Trama
Ogni episodio si focalizza su un esempio di corruzione aziendale e l'opera include anche diverse interviste con i protagonisti di ciascuna storia.

## Episodi

### Prima stagione
| nº                                                                       | Titolo originale      | Titolo italiano               | Diretto da      | Rilascio mondiale |
| ------------------------------------------------------------------------ | --------------------- | ----------------------------- | --------------- | ----------------- |
| 1                                                                        | Hard NOx              | NOx nocivo                    | Alex Gibney     | 26 gennaio 2018   |
| Soggetto: Dieselgate.                                                    |                       |                               |                 |                   |
| 2                                                                        | Payday                | Prestiti a breve termine      | Jesse Moss      | 26 gennaio 2018   |
| Soggetto: Scott Tucker e il sistema dei prestiti a breve termine.        |                       |                               |                 |                   |
| 3                                                                        | Drug Short            | Vendita allo scoperto         | Erin Lee Carr   | 26 gennaio 2018   |
| Soggetto: Valeant Pharmaceuticals.                                       |                       |                               |                 |                   |
| 4                                                                        | Cartel Bank           | La banca del cartello         | Kristi Jacobson | 26 gennaio 2018   |
| Soggetto: la banca di HSBC e i suoi rapporti con il cartello di Sinaloa. |                       |                               |                 |                   |
| 5                                                                        | The Maple Syrup Heist | Il futuro di sciroppo d'acero | Brian McGinn    | 26 gennaio 2018   |
| Soggetto: la Federation of Quebec Maple Syrup Producers                  |                       |                               |                 |                   |
| 6                                                                        | The Confidence Man    | L'imbroglione                 | Fisher Stevens  | 26 gennaio 2018   |
| Soggetto: Donald Trump.                                                  |                       |                               |                 |                   |

### Seconda stagione
- La ruota del carro
- L'uomo a capo
- Milionario dei bassifondi
- Oro sporco
- Guardians Inc.
- Point comfort

## Accoglienza

### Critica
La reazione alla serie è stata estremamente favorevole, con un indice di gradimento del 100% su Rotten Tomatoes e una valutazione di 80/100 su Metacritic. Brian Lowry della CNN spiega che la premessa principale, secondo lui, è quella di criticare "i sostenitori della deregolamentazione pro-business ... offrendo una semplice ma potente controreplica: osserva il comportamento terribile e immorale quando le entità aziendali cercano di farla franca quando pensano che nessuno stia guardando."